# Rhombophryne kibomena
Espèce
Synonymes
- Stumpffia kibomena Glaw, Vallan, Andreone, Edmonds, Dolch, & Vences, 2015

Rhombophryne kibomena est une espèce d'amphibiens de la famille des Microhylidae.

## Répartition
Cette espèce est endémique du centre-Est de Madagascar. Elle se rencontre entre 900 et 950 m d'altitude dans la région d'Andasibe.

## Publication originale
- Glaw, Vallan, Andreone, Edmonds, Dolch, & Vences, 2015 : Beautiful bright belly: A distinctive new microhylid frog (Amphibia: Stumpffia) from eastern Madagascar. Zootaxa, no 3925, p. 120–128.